# Крымское городское поселение
Крымское городское поселение — муниципальное образование в составе Крымского района Краснодарского края России.
Административный центр — город Крымск.
В рамках административно-территориального устройства Краснодарского края городскому поселению соответствует город краевого подчинения Крымск и хутор Верхнеадагум Нижнебаканского сельского округа.

## Население
| 2010    | 2012    | 2013    | 2014    | 2015    | 2016    | 2017    |
| ------- | ------- | ------- | ------- | ------- | ------- | ------- |
| 57 382  | ↗58 393 | ↘57 911 | ↘57 379 | ↘57 200 | ↗57 446 | ↗57 510 |
| 2018    | 2019    | 2020    | 2021    | 2023    |         |         |
| ↘57 485 | ↗58 078 | ↗58 188 | ↘54 790 | ↘54 613 |         |         |

## Населённые пункты
В состав городского поселения входят 2 населённых пункта:
| № | Населённый пункт | Тип населённого пункта | Население | Территориальная единица          |
| - | ---------------- | ---------------------- | --------- | -------------------------------- |
| 1 | Крымск           | город                  | ↗54 756   | город краевого подчинения Крымск |
| 2 | Верхнеадагум     | хутор                  | →193      | Нижнебаканский сельский округ    |